# Закопане
Закопа́не (пол. Zakopane) — місто в південній Польщі, біля підніжжя Татр.
Адміністративний центр Татранського повіту Малопольського воєводства.
Закопане є найбільшим населеним пунктом у підніжжі Татр, значним центром зимових видів спорту. Щорічно на горі Кроква проводиться Кубок світу зі стрибків на лижах з трампліну. У 1929, 1939 та 1962 роках у місті проходив Чемпіонат світу з класичних лиж. Закопане було одним із кандидатів на проведення зимових олімпійських ігор 2006 року, проте ігри відбулися у Турині.
У межах міста розташована і значна частина Татранського національного парку. Кількість туристів, що відвідують Татри, сягає 2-3 мільйонів щорічно.

## Географія
Місто розташоване біля підніжжя Татр, у Підтатранському Рові. На теренах міста протікають кілька потоків, води яких впадають до річки Закопянки, притоки Білого Дунайця.
Є найвище розміщеним містом Польщі. В адміністративних межах міста розташована частина Татр (найвищою точкою в околицях міста є Свиниця — 2301 м). Центральний пункт міста (перехрестя вулиць Крупувки і Косцюшки) розташований на висоті 838 м н.р.м. На півночі тягнеться гора Ґубалувка, а на півдні над містом височіє Ґевонт.
Згідно з даними 2005 року, Закопане має площу 84,35 км², у тому числі: сільсько-господарських земель — 31 %, лісових — 57 %.
Місто становить 17,89 % площі поверхні повіту.

### Клімат
Місто знаходиться у зоні, котра характеризується вологим континентальним кліматом з теплим літом. Найтепліший місяць — липень із середньою температурою 7.8 °C (46 °F). Найхолодніший місяць — січень, із середньою температурою -9.4 °С (15 °F).
| Клімат Закопаного       | Клімат Закопаного | Клімат Закопаного | Клімат Закопаного | Клімат Закопаного | Клімат Закопаного | Клімат Закопаного | Клімат Закопаного | Клімат Закопаного | Клімат Закопаного | Клімат Закопаного | Клімат Закопаного | Клімат Закопаного | Клімат Закопаного |
| Показник                | Січ.              | Лют.              | Бер.              | Квіт.             | Трав.             | Черв.             | Лип.              | Серп.             | Вер.              | Жовт.             | Лист.             | Груд.             | Рік               |
| Абсолютний максимум, °C | 6                 | 3                 | 7                 | 11                | 17                | 23                | 21                | 22                | 22                | 12                | 8                 | 7                 | 23                |
| Середній максимум, °C   | −7                | −6                | −3                | −1                | 3                 | 8                 | 10                | 10                | 6                 | 3                 | −1                | −4                | 1                 |
| Середня температура, °C | −9                | −9                | −5                | −3                | 1                 | 5                 | 7                 | 7                 | 4                 | 1                 | −3                | −5                | 0                 |
| Середній мінімум, °C    | −11               | −12               | −8                | −5                | −1                | 3                 | 5                 | 5                 | 2                 | −1                | −5                | −7                | −2                |
| Абсолютний мінімум, °C  | −27               | −30               | −22               | −17               | −12               | −5                | −2                | −2                | −7                | −11               | −25               | −22               | −30               |
| Норма опадів, мм        | 110               | 70                | 70                | 110               | 130               | 200               | 200               | 160               | 80                | 90                | 80                | 100               | 1460              |
| Днів з опадами          | 9                 | 7                 | 10                | 14                | 17                | 17                | 17                | 14                | 14                | 14                | 11                | 10                | 154               |
| Днів з дощем            | 13                | 9                 | 8                 | 12                | 11                | 13                | 13                | 11                | 8                 | 8                 | 9                 | 13                | 133               |
| Вологість повітря, %    | 79                | 71                | 77                | 86                | 87                | 88                | 88                | 88                | 84                | 75                | 79                | 83                | 82                |
| ----------------------- | ----------------- | ----------------- | ----------------- | ----------------- | ----------------- | ----------------- | ----------------- | ----------------- | ----------------- | ----------------- | ----------------- | ----------------- | ----------------- |
| Джерело: Weatherbase    |                   |                   |                   |                   |                   |                   |                   |                   |                   |                   |                   |                   |                   |

## Історія

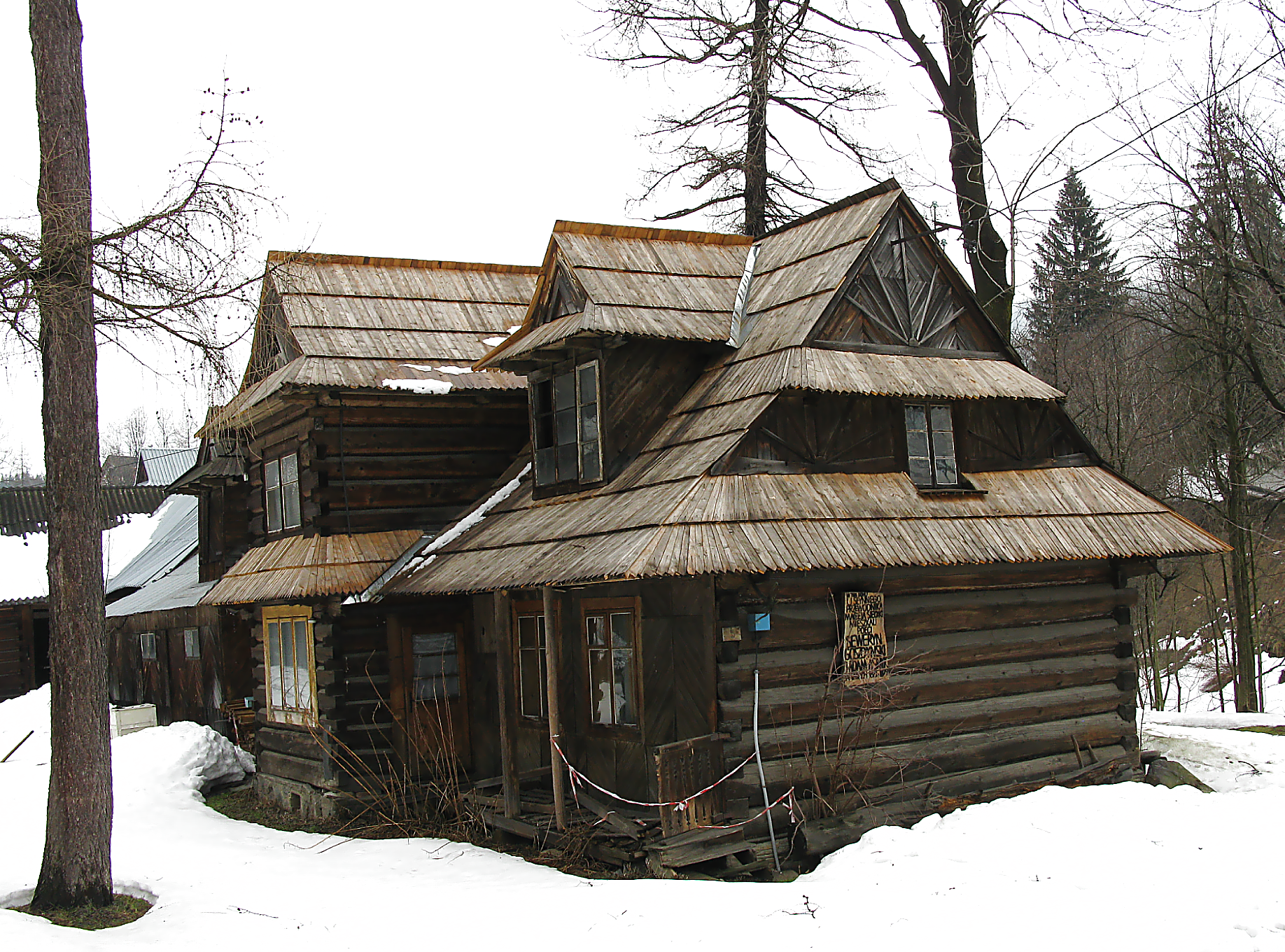
Будинок зі старого Закопане.

Закопане виникло на місці сезонних поселень пастухів. Ймовірно, вперше документально засвідчено це поселення було 1578 року королем Стефаном Баторієм, проте документ не зберігся. Станом на 1676 рік поселення налічувало 43 мешканці. Початково поселення належало Польському королеві, після розділу Польщі — королівству Австрійської Імперії. У 1824 Закопане було продано родині Гомолясків. У XVIII столітті на околицях поселення (Кужніце) збудовано залізну ливарню, яка станом на XIX століття стала найбільшою у регіоні. Розквіт Закопане розпочався у другій половині XIX ст. з діяльністю Титусу Халубінського. 1876 року в Закопане була відкрита школа різьбярства, а 1886 поселення визнано оздоровчим курортом. 1889 року Закопане налічувало 3000 мешканців.
1918 року по закінченню Першої світової війни Закопане знову входить до складу Польщі.
1933 року Закопане отримало статус міста. В роки Другої світової війни місто стало важливим підпільним польським пунктом між Польщею та Угорщиною. 1940 року у Закопаному проходила третя методична конференція між Гестапо та НКВД, присвячена питанню окупації та розділу Польщі між Третім Рейхом та СРСР. У підземеллі готелю «Palace» розташовувалася в'язниця Гестапо.
З 1954 року гірські території, що примикають до міста з півдня, зачислено до Татранського національного заповідника.

## Українські сліди
Український вимір Закопаного пов'язаний перш за все з особою Григорія Пекцуха — лемківського скульптора, який навчався, працював та був похований в Закопаному. Закопане також є імовірним місцем поховання генерала Теодора Тимченка (1868—1926), віце-міністра військових справ УНР. Під час Другої світової війни в місті діяла делегатура Українського допомогового комітету.

## Демографія
Демографічна структура станом на 31 березня 2011 року:
|          | Загалом | Допрацездатний вік | Працездатний вік | Постпрацездатний вік |
| -------- | ------- | ------------------ | ---------------- | -------------------- |
| Чоловіки | 12928   | 2456               | 8843             | 1629                 |
| Жінки    | 14929   | 2346               | 8583             | 4000                 |
| Разом    | 27857   | 4802               | 17426            | 5629                 |

## Комунікація і туризм
У центрі міста є автобусний та залізничний вокзали, що зв'язують місто з Краковом та іншими великими містами. Численні санаторії, будинки відпочинку і велика база для ночівлі роблять місто привабливим для туристів. З міста можна піднятися у Татри (які залишаються основною атракцією туристів) як пішки, так і канатною дорогою, серед яких найдовшою є дорога на гору Каспрів верх (1987 м). Визначними місцями для туристів є лижний трамплін для стрибків Велика Кроква на горі Крокві та театр імені Станіслава-Ігнація Віткевича. У місті проводяться також численні фестивалі, зокрема Татранська осінь і Міжнародний фольклорний фестиваль.
Місто також привабливе для наукових конференцій та літніх шкіл. Зокрема, у липні 2009 року тут проходила Trans-European School of High Energy Physics (TESchool of HEP) - Транс-Європейська школа з фізики високих енергій.
Розвинуті народні ремесла. У «бутиках» місцевих умільців завжди можна придбати цікаві і корисні сувеніри, вироби місцевих мешканців — в'язані речі, шкіряні капці, вироби з дерева тощо.

## Особи, пов'язані з містом
- Пецух Григорій (1923—2008) — скульптор
- Розвадовский Зигмунт (1870—1950) — художник.
- Ян Кшептовський (1809—1894) — польський поет, гуральський народний співак, оповідач і музикант.
- Данте Барановський (1882—1925) — в 1914—1915 роках був директором Театру в Закопане.
- Адам Багдай (1918—1985) — польський письменник, перекладач

## Міста-побратими
- Бансько, Болгарія[6]
- Високі Татри, Словаччина (5 вересня 2003)[6]
- Зіґен, Німеччина (21 травня 1989)[6]
- Опатія, Хорватія[6]
- Полонезкьой, Туреччина[6]
- Попрад, Словаччина (25 червня 1993)[6]
- Сен-Дьє-де-Вож, Франція (14 липня 1990)[6]
- Сопот, Республіка Польща (20 березня 1993)[6]
- Стрий, Україна (6 червня 2004)[6]

## Галерея

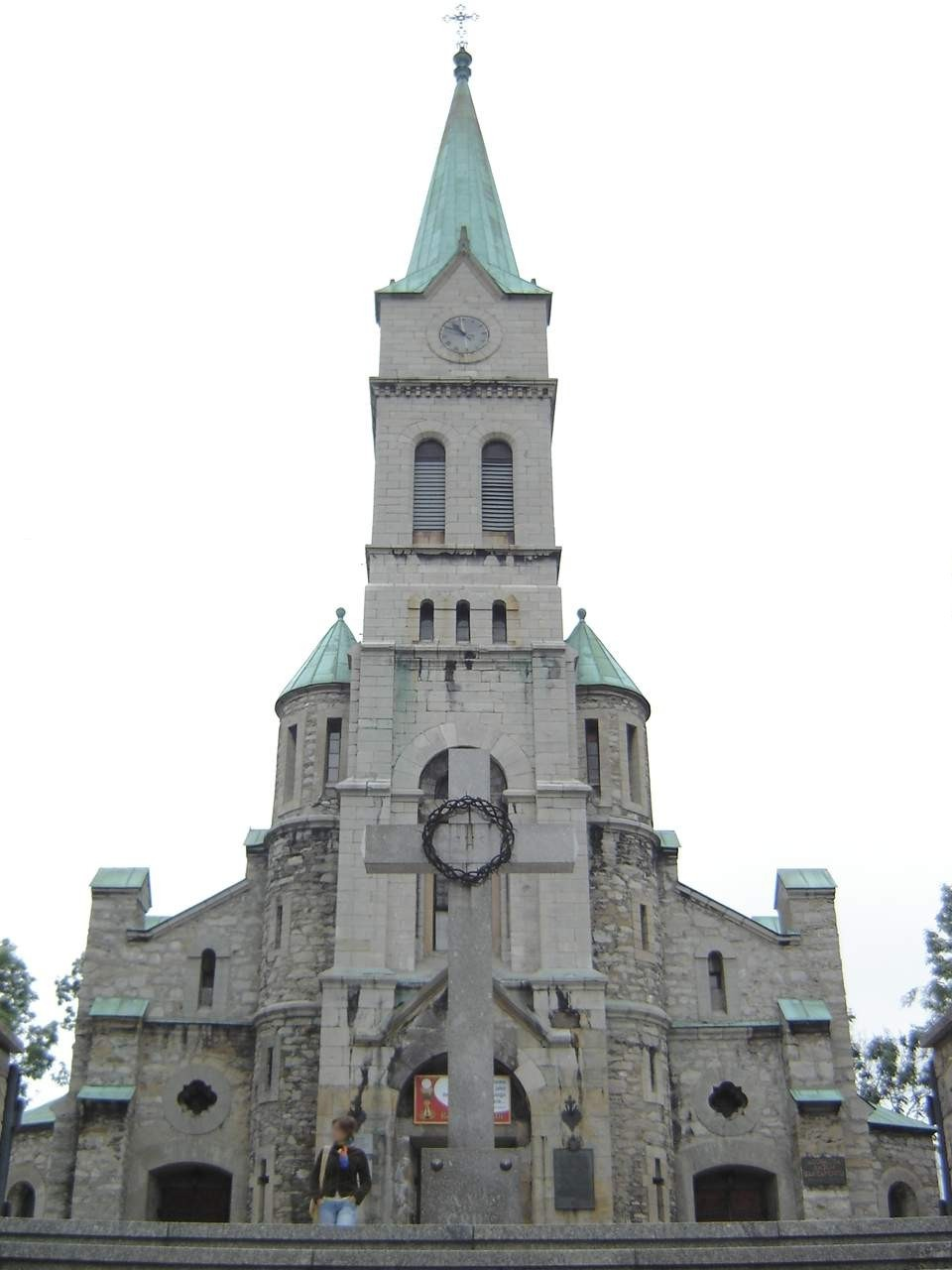
Костьол Святого Сімейства в Закопане
Музей Кароля Шимановського
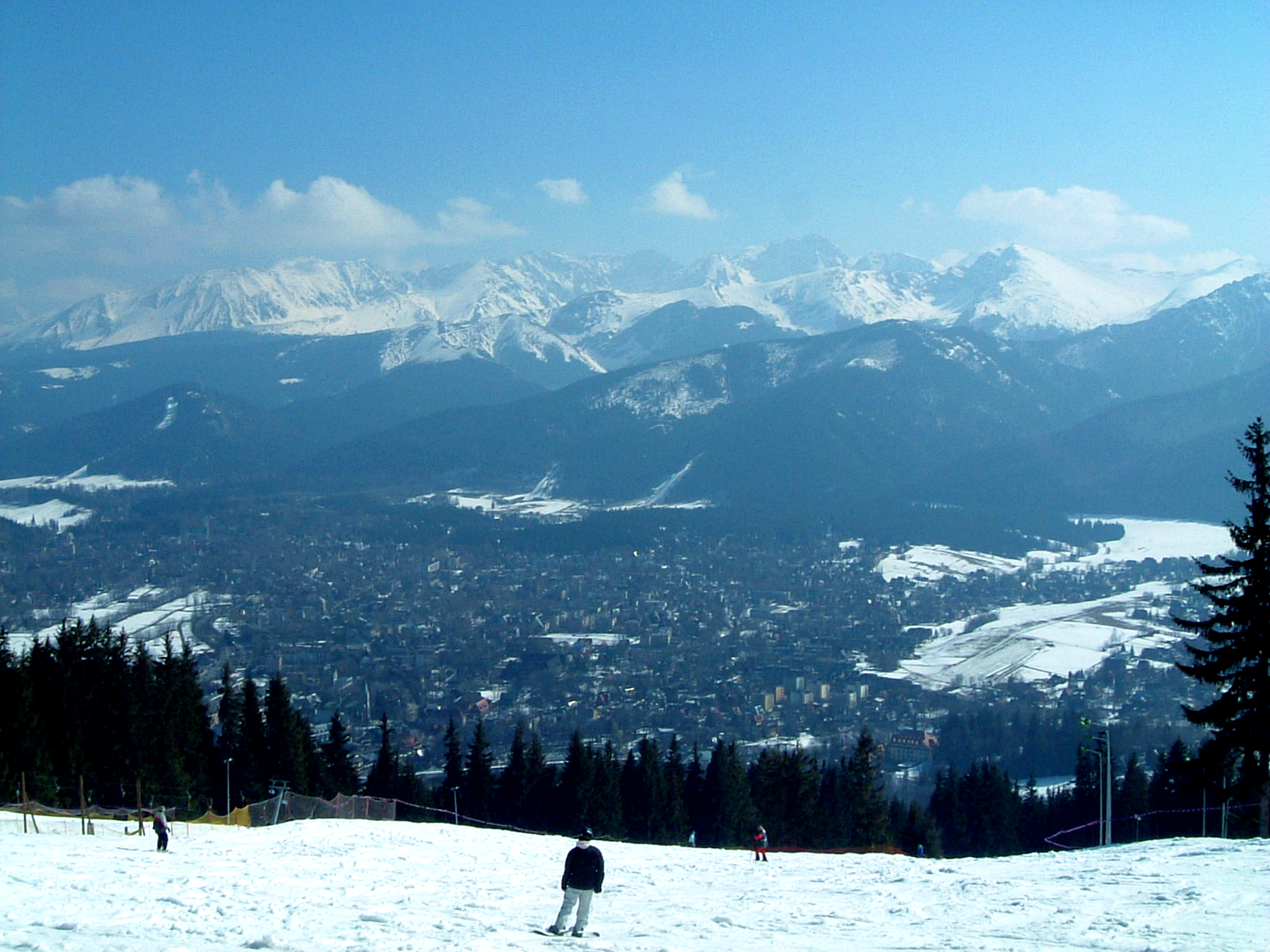
Лижний сезон у березні
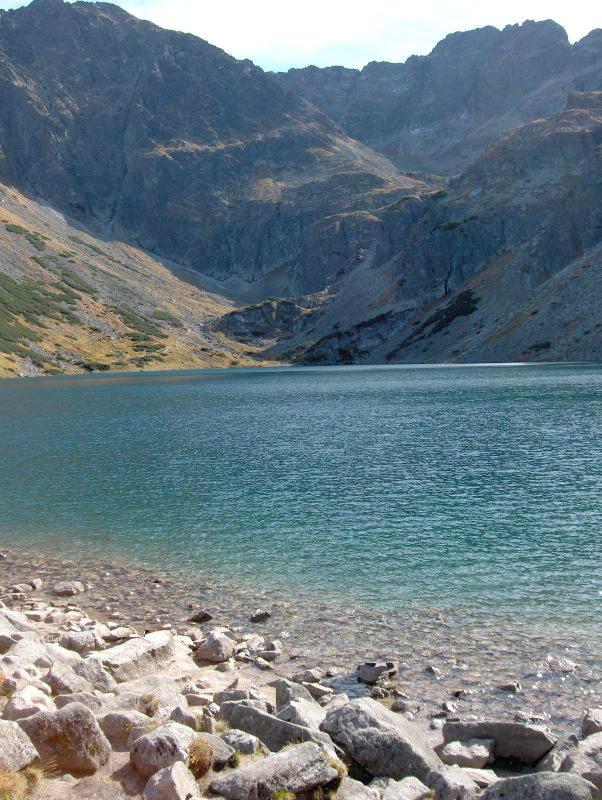
Чорне озеро в Татрах, Закопане
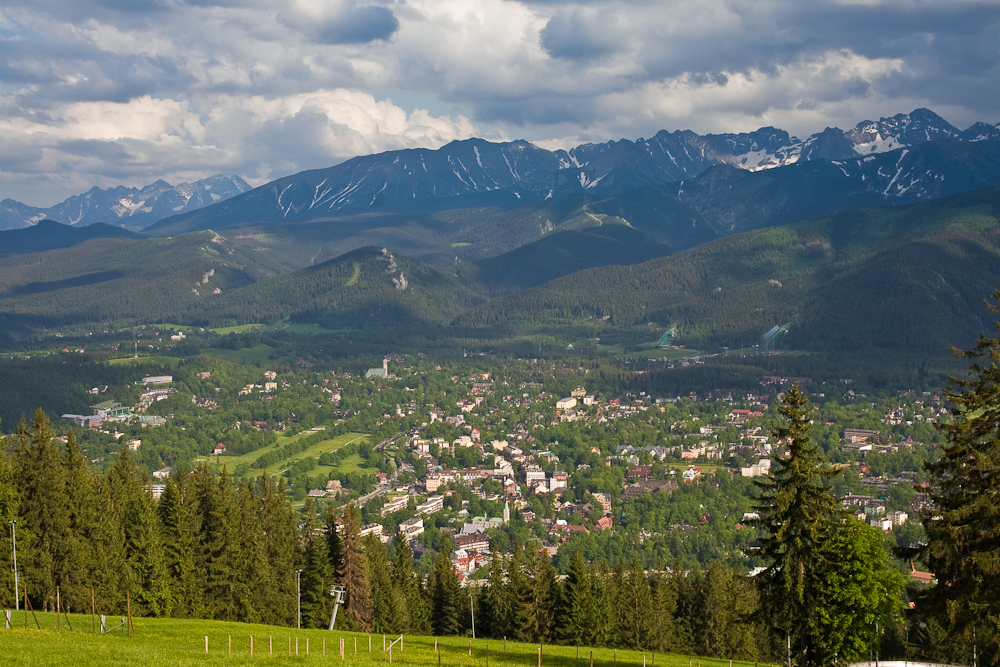
Вид на Закопане з гори Ґубалувки
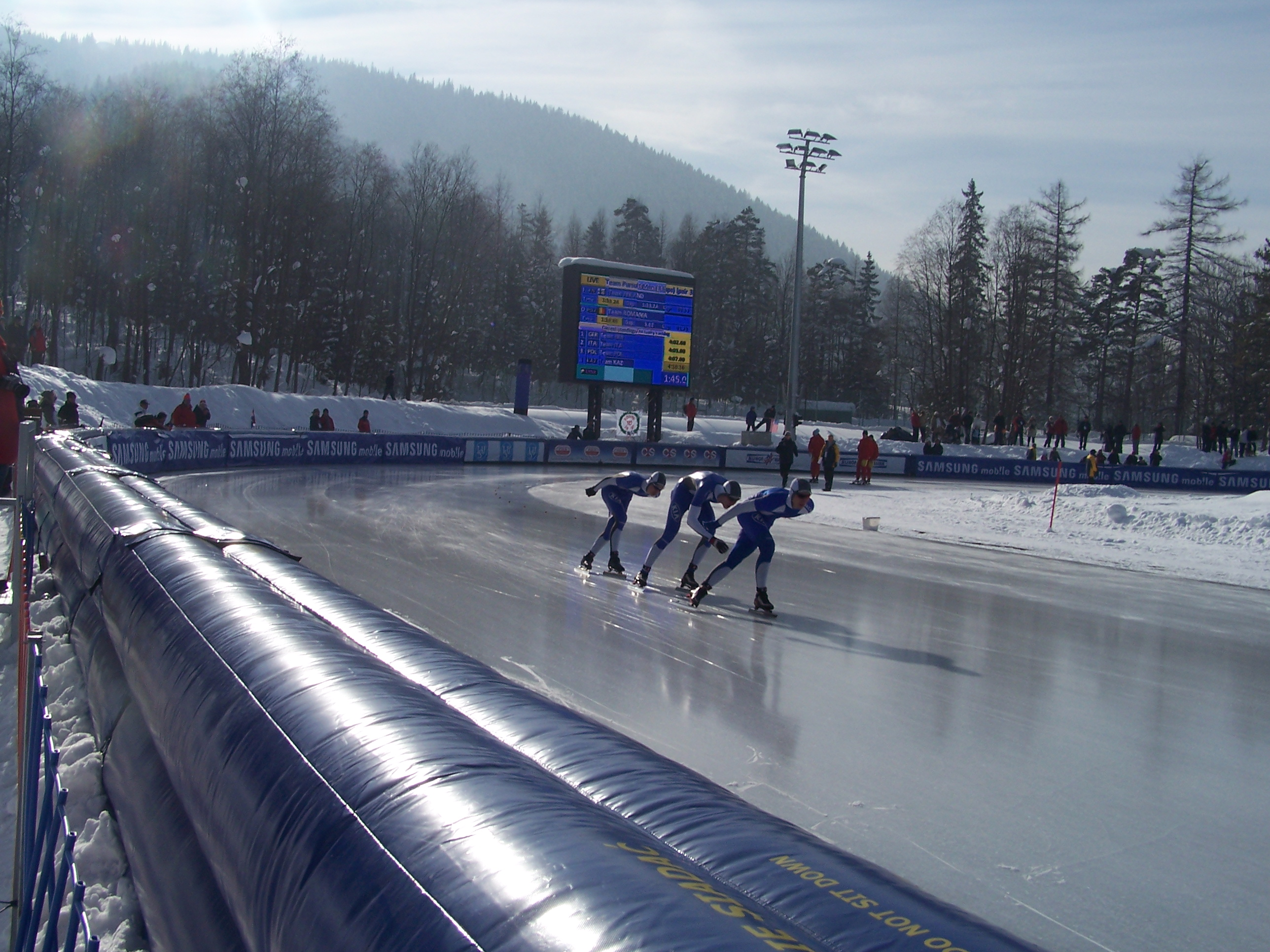
Змагання з ковзанярського спорту
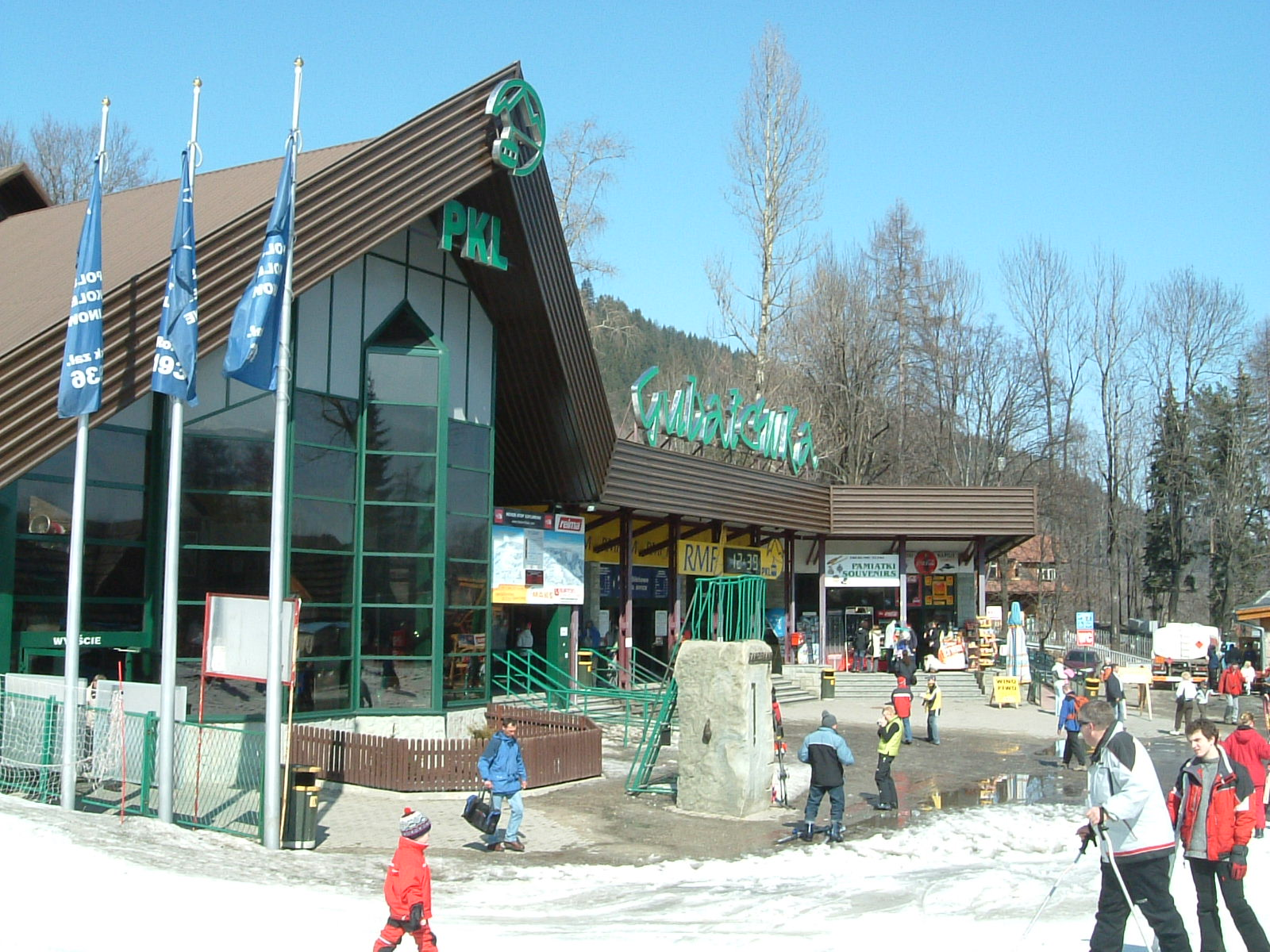
Вхід на фунікулер
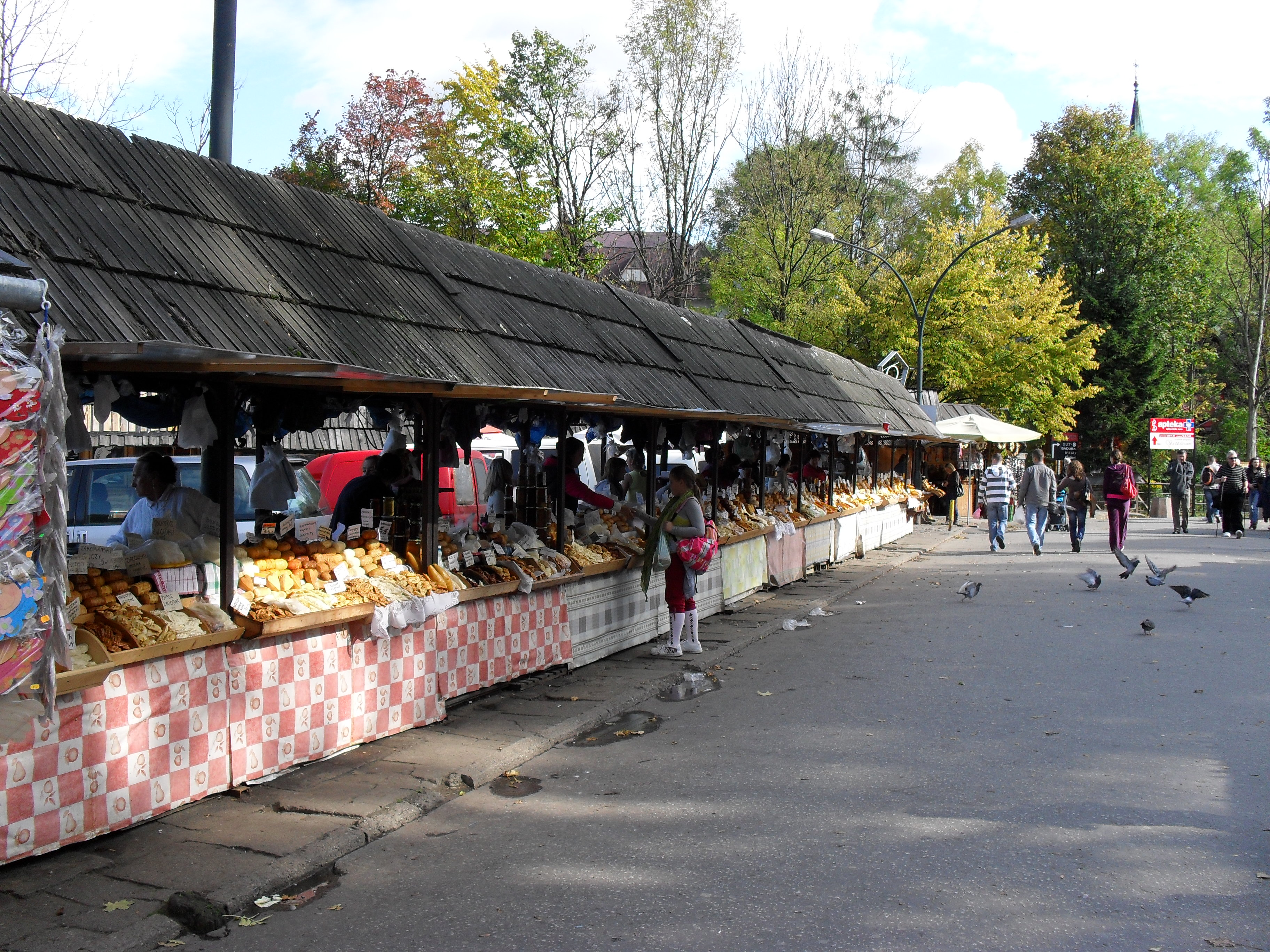
Сирний ринок (Осципек)
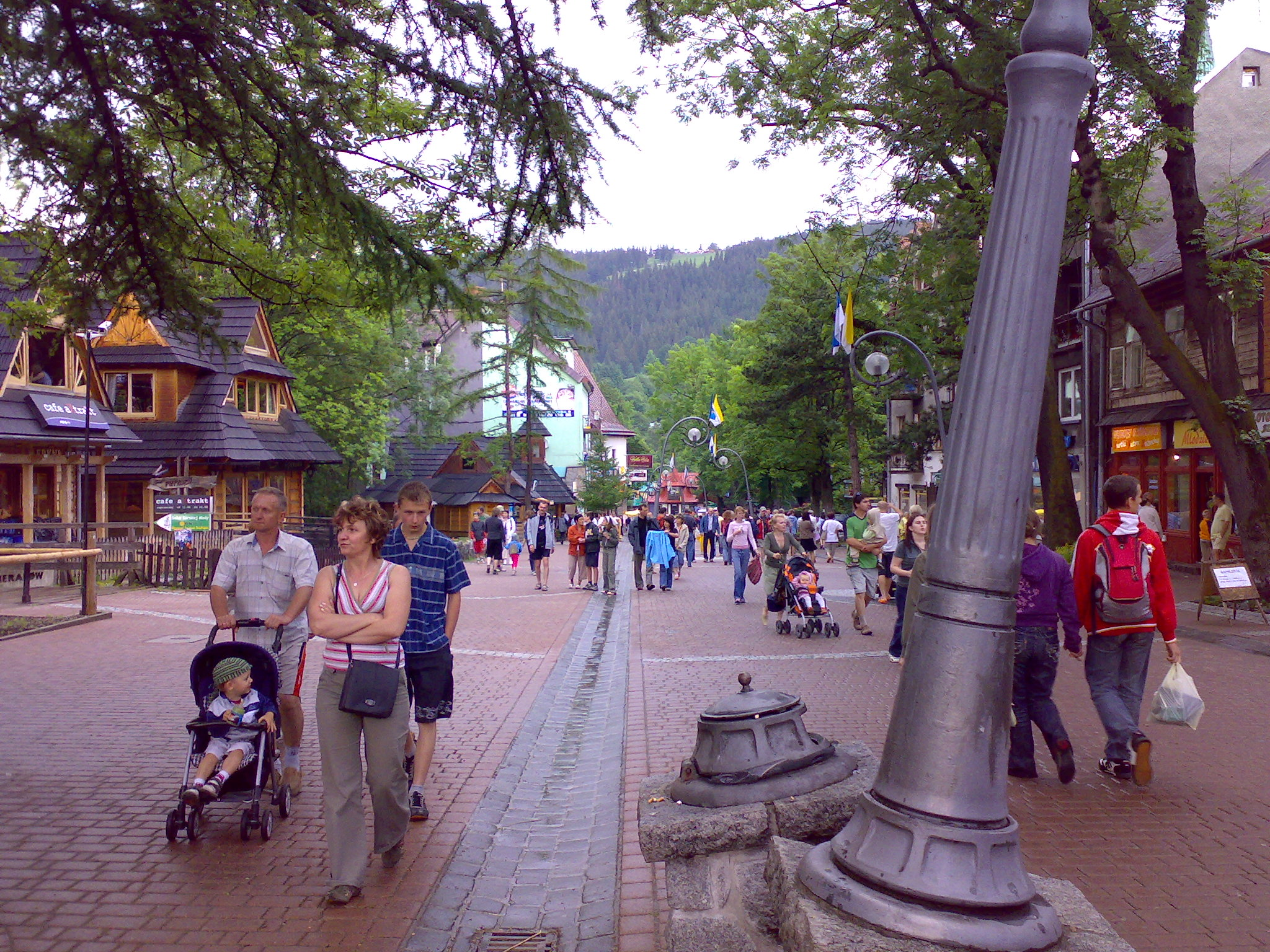
Закопане, вулиця Крупувки
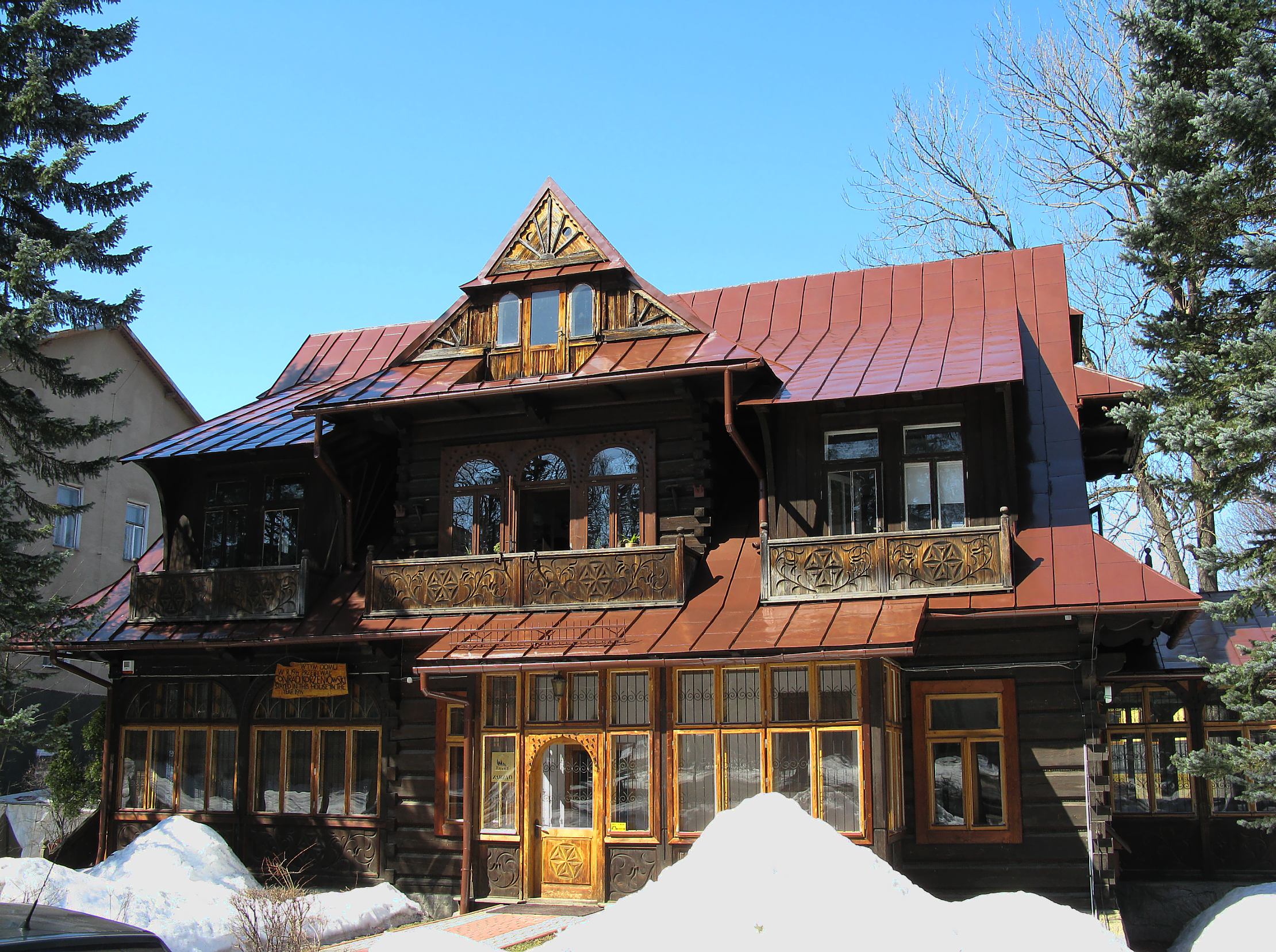
Вілла Костянтиніська, де під час I-ї світової війни мешкав Джозеф Конрад
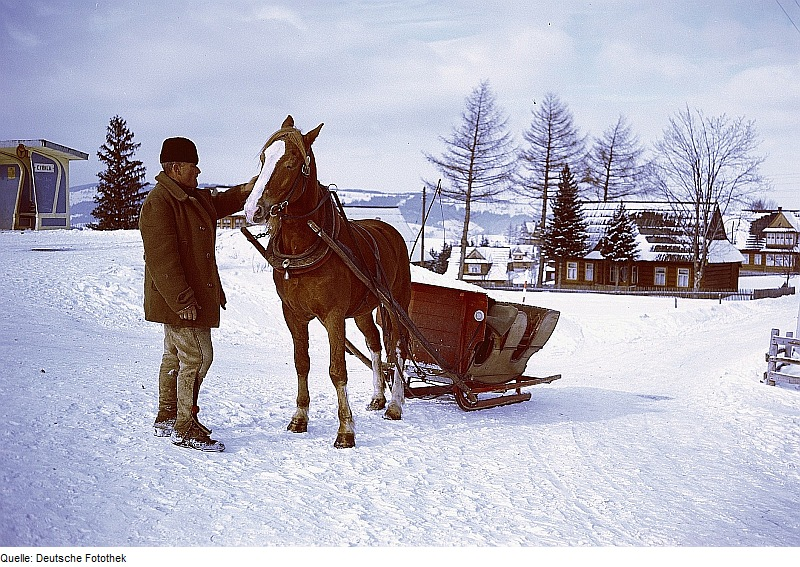
Гуральскі сани
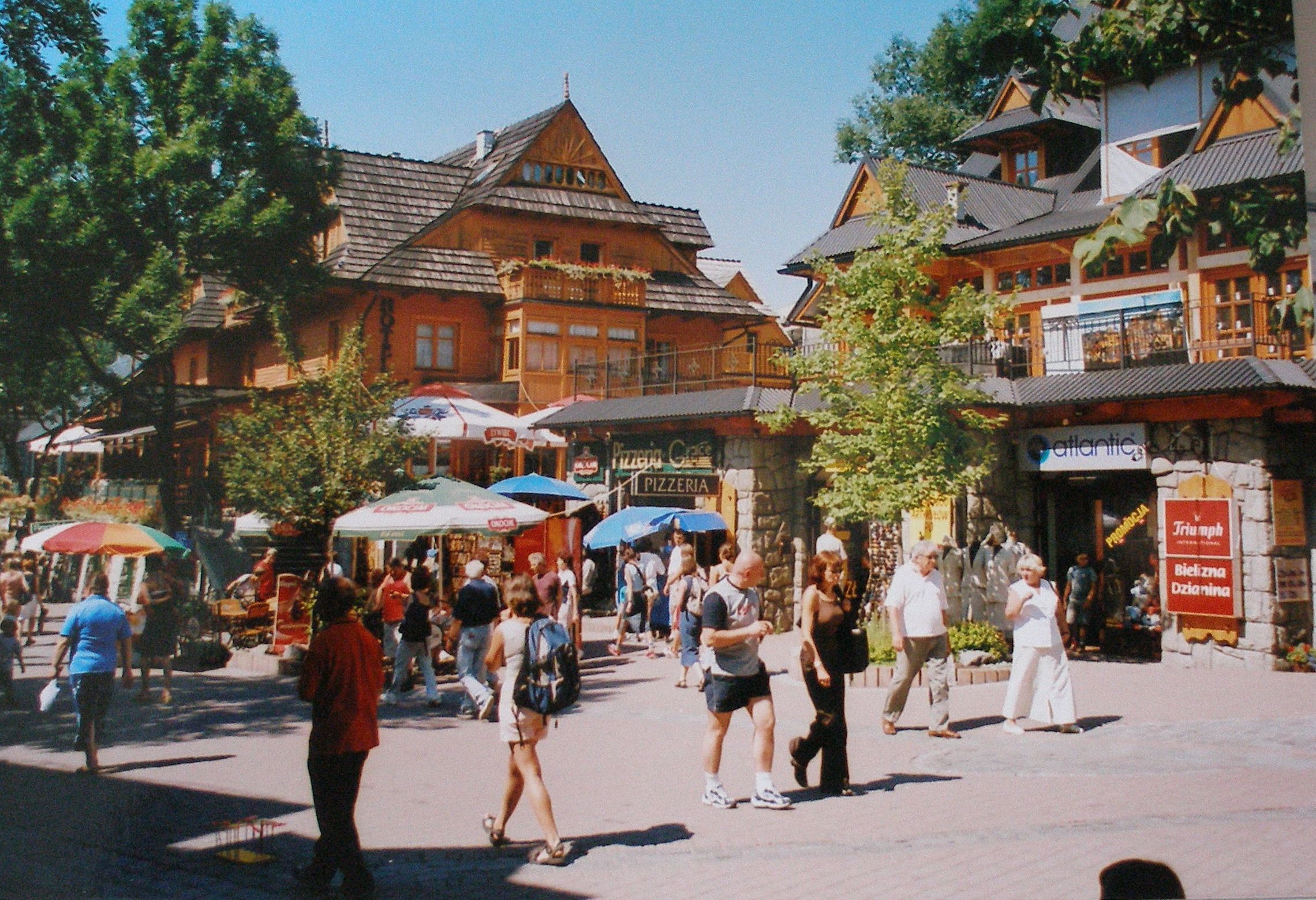
Пішохідна зона Крупувки

## Ресурси Інтернет
- Польська лижня // Український тиждень, № 51 (112), 18 грудня 2009 [Архівовано 12 грудня 2011 у Wayback Machine.]
- Закопане [Архівовано 9 вересня 2018 у Wayback Machine.](пол.)
- Styl Zakopiański — architektura w Zakopanem [Архівовано 19 лютого 2015 у Wayback Machine.] (пол.)
- Закопане, Польща [Архівовано 3 вересня 2019 у Wayback Machine.](укр.)